# Neßtfellplatz 2

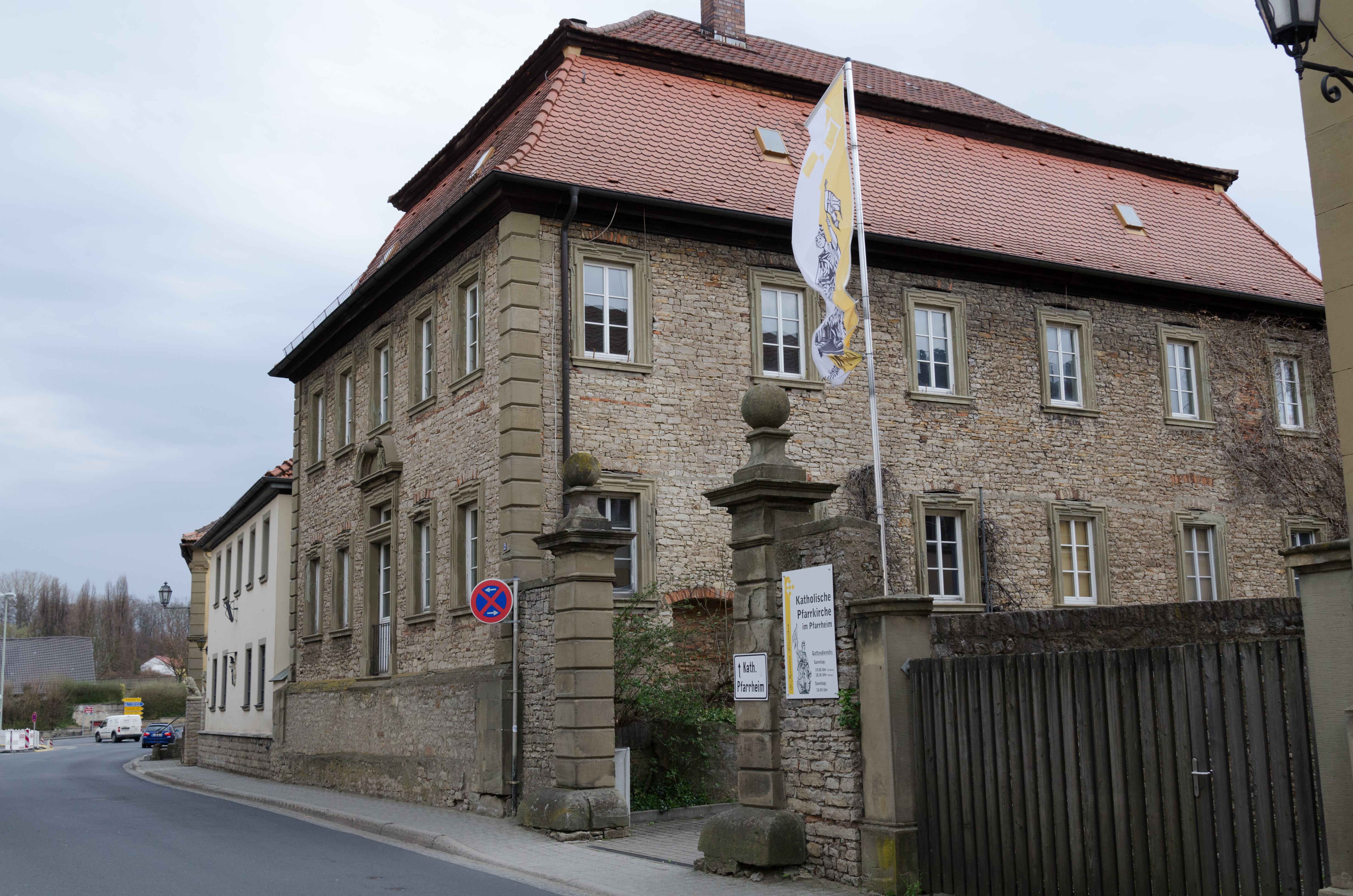
Das Haus am Neßtfellplatz 2

Das Haus Neßtfellplatz 2 (auch Benefizium, Frühmeßbenefizium, früher Hausnummer 32) ist ein denkmalgeschütztes Gebäude im barocken Ortskern des unterfränkischen Wiesentheid. 

## Geschichte
Das Haus am heutigen Neßtfellplatz 2 wurde im Jahr 1736 erbaut und geht auf die Barockisierung des Wiesentheider Ortsbildes unter Graf Rudolf Franz Erwein von Schönborn zurück. Der Graf vergab an Privatleute zinslose Darlehen, um seinen Residenzort zu modernisieren. Erbauer des Hauses war der Mediziner Paul Friedrich Stark (1676–1751). Es entstand an der Straße nach Prichsenstadt, wo sich noch heute die bedeutenden Privatbauwerke aus der Barockzeit aufreihen. Zunächst wurde es als Wohnhaus genutzt.
Der Sohn des Paul Friedrich, Melchior Friedrich Stark (1742–1810) war als Dompfarrer und Geistlicher Rat in Würzburg tätig und benötigte das Anwesen nicht länger. Deshalb stiftete er 1804 seine Besitzungen in Wiesentheid der Kirche, um einen Benefiziaten in Wiesentheid beherbergen zu können. Allerdings dauerte es noch bis ins Jahr 1849, bis der letzte Bewohner des Hauses, der Landrichter Heinrich Josef Stark verstorben war. Durch den Einsatz der Pfarrer Dellau und Schön konnte das Benefizium schließlich eingerichtet werden. Das Patronatsrecht für die Pfründe lag beim Haus Schönborn und wurde im 19. und 20. Jahrhundert ausgeübt. Heute ist das Anwesen in ein reines Wohnhaus umgewandelt. Im Nebengebäude ist das katholische Pfarrheim untergebracht.

## Beschreibung
Das Haus Neßtfellplatz 2 wird vom Bayerischen Landesamt für Denkmalpflege als Baudenkmal eingeordnet. Daneben bildet es ein Element des Ensembles Schloss Wiesentheid, das den barocken Ortskern unter Schutz stellt. Das Haus präsentiert sich als zweigeschossiger Mansarddachbau aus unverputztem Bruchsteinmauerwerk. Zwei Eckpilaster rahmen das Gebäude ein. Die Fenster- und Türrahmungen sind geohrt, oberhalb der zentralen Tür ist ein Oberlicht angebracht. Außerdem verzierte man die Tür mit einem gesprengten Giebel, in dem ein Bürgerwappen befestigt wurde. Es verweist mit dem schwerttragenden Arm auf die Erbauer aus der Familie Stark. 
Ursprünglich bestand vor dem Gebäude ein sogenanntes Vorgelege. Die doppelläufige Freitreppe war ein Charakteristikum für die barocken Bauten Wiesentheids und prägte insbesondere die heutige Balthasar-Neumann-Straße. In den 1960er Jahren wurde die Treppe allerdings entfernt, um die Straße für den wachsenden Individualverkehr auszubauen. Hierdurch verlor das Portal seine ursprüngliche Funktion als Haupteingang. Stattdessen wird das Anwesen nun von der Seite betreten.